# К востоку на Бикон
«К востоку на Бикон» (англ. Walk East on Beacon) — американский нуаровый шпионский триллер режиссёра Альфреда Л. Веркера, который вышел на экраны в 1952 году.
Фильм вдохновлён статьёй Дж. Эдгара Гувера под названием «Преступление века: дело шпионов атомной бомбы», которая была опубликована в «Ридерс Дайджест» в мае 1952 года. В статье излагалось дело Джулиуса и Этель Розенбергов, которые были обвинены в государственной измене и краже американских ядерных секретов в пользу Советского Союза.
Фильм рассказывает о работе подразделения ФБР в Бостоне во главе с инспектором Белденом (Джордж Мерфи), которое разоблачает советскую шпионскую сеть во главе с Алексеем Лашенковым (Карел Степанек), целью которой является получение ядерных секретов от профессора Альберта Кейфера (Финли Карри).
Название фильма — это маршрут в Бостоне, по которому должен пройти профессор Кейфер, чтобы передать советским агентам секретные документы.
Фильм получил противоречивые отклики критики. Современные специалисты обращают на его связь с эпохой маккартизма и паранойей Красной угрозы, царившей в то время в США. Что касается художественной стороны картины, то большинство критиков считают, что фильм сделан в быстром, документальном стиле с глубокой проработкой технических деталей, однако перегружен персонажами.

## Сюжет
Получив анонимный телефонный звонок, организация ФБР в Бостоне поручает своим агентам найти и установить наблюдение за Робертом Мартином (Эрнест Грейвз), который предположительно работает на иностранную разведку. В городском парке агент ФБР Рейнольдс (Карл Вебер) и его люди фиксируют на плёнку, как на лавочке Мартин скрытно передаёт документы женщине, после чего направляется в порт, где поднимается на борт польского корабля. Некоторое время спустя некто Майкл Дорндофф (Майкл Гарреттас), который одет в точности как Мартин, спускается с корабля, и на берегу его задерживают агенты ФБР. ФБР назначает расследование, поручая его руководство инспектору Джеймсу Белдену (Джордж Мерфи). На допросе Дорндофф утверждает, что является политическим беженцем из Польши, нелегально бежавшим в Америку, а в одежду Мартина он переоделся, когда обнаружил её брошенной на корабле. Одновременно Белден выясняет, что Мартин был под наблюдением ФБР с 1939 года, когда он вступил в антиправительственную политическую группу, после чего уехал за рубеж и затем вернулся обратно уже как «спящий» агент, ожидающий своей активации. ФБР обыскивает дом Мартина, а также беседует с его женой, которая, как выясняется, даже не подозревала о его шпионской деятельности. Уверенный в том, что Дорндофф прибыл в страну со шпионскими целями, Белден отпускает его, рассчитывая, что тот в конце концов приведёт ФБР к ключевым лицам в шпионской сети.
Агенты ФБР также ведут розыск женщины, которой Мартин передал документы, ориентируясь на описание внешности, манеру носить сумочку на плече и характерную походку. Им, однако, не известно, что на том же корабле, с которого сошёл Дорндофф, в Бостон прибыл высокопоставленный сотрудник советской разведки Алекс Лащенков (Карел Степанек). В разговоре на борту корабля Лащенков напоминает Мартину, что тому было поручено важнейшее задание добыть информацию о секретном оборонном проекте американского правительства под кодовым названием «Сокол», а также выйти на контакт с ведущим математиком проекта, эмигрантом из Европы, доктором Альбертом Кейфером (Финли Карри), который работает в лаборатории «Монтроуз» в Бостоне. Мартин оправдывается, что такая сложная работа требует времени, на что Лащенков жёстко отчитывает своего агента, обвиняя его в том, что тот работает слишком медленно. Лащенков приказывает Мартину вернуться на корабле в Советский Союз, а сам остаётся в Бостоне и берёт дальнейшее руководство операцией на себя. Первым делом Лащенков встречается с подпольным агентом Лютером Данцигом (Бруно Уик), который для прикрытия содержит небольшой цветочный магазин. Лащенков выражает недовольство чрезмерной осторожностью Данцига, утверждая, что нерешительность членов группы привела к неудаче Мартина. Далее Лащенков требует вывести его на ключевого агента Николаса Уилбона (Джордж Рой Хилл), который работает в лаборатории «Монтроуз». После этого Лащенков отправляется к другому агенту, управляющему похоронным бюро Хельмуту (Вольфганг Цильцер), который снабжает его комплектом фальшивых документов. Следующею встречу Лащенков проводит с женой Уилбона, Элейн (Луиза Хортон), которая по идейным соображениям работает на Советскую разведку, а затем — с супружеской парой Джино (Питер Кейпелл) и Милли (Вирджиния Гилмор), прикрытием для которых является работа в фотоателье. На следующий день в уличном кафе Милли подходит к профессору Кейферу, передавая ему фотографию его сына Сэмюэла, который задержан в русском секторе Берлина. Кейфер предполагает, что Милли пришла от Мартина, который под видом представителя гуманитарной организации ранее установил с профессором связь. Однако она заявляет, что в обмен на освобождение сына Кейфер должен будет передать результаты своих исследований по проекту «Сокол». После этой встречи Кейфер связывается с ФБР, сообщая Белдену, что его сын Сэмюэл, был похищен в Берлине. Профессор рассказывает, что в своё время Мартин связывался с ним как представитель ассоциации по делам беженцев и предлагал ему свою помощь. Белден просит Кейфера сфабриковать информацию о своих исследованиях и передать её иностранным агентам, однако профессор опасается, что это может навредить его сыну. Два дня спустя, получив инструкции о встрече с Милли, Кейфер сообщает об этом Белдену.
В ночь передачи информации ФБР ведёт скрытое наблюдение за тем, как Кейфера забирает такси, за рулём которого сидит Винсент Фосс (Джек Мэннинг). Винсент сообщает Кейферу, что с его сыном всё в порядке, далее передавая просьбу Сэмюэла передать свои научные разработки обратившимся к нему людям. После этого в течение нескольких дней ФБР следит за Фоссом, однако не замечает ничего подозрительно. Лишь на пятый день Фосс назначает Кейферу встречу, забирая у него подготовленные материалы. Фосс отвозит их к Милли, после чего заявляет ей, что больше не хочет участвовать в шпионской деятельности. ФБР тайно следит за тем, как Милли и Джино переснимают документы Кейфера на микрофильм, а затем через Данцига передают отснятый материал Лащенкову. Тот в свою очередь встречается в аэропорту с курьером, который через 36 часов должен будет доставить микрофильм в Москву. Дома Фосс с горечью рассказывает жене Рите (Вилма Кьюрер), что из-за увлечения в молодости коммунистическими идеями он оказался втянутым в деятельность иностранной разведки. В свою очередь Рита признаётся мужу, что это она дала ФБР наводку шпионскую сеть и умоляет Фосса пойти и сознаться во всём властям. Несколько дней спустя Данциг видит в газете информацию о том, что Фосс покончил жизнь самоубийством. Тем временем профессор Кейфер на компьютере в лаборатории «Монтроуз» получает документальное подтверждение своих теоретических разработок. Его приглашают сделать доклад перед ведущими учёными проекта «Сокол» в Вашингтон. Однако в целях секретности принимается решение, что Кейфер не поедет в Вашингтон и не будет составлять доклад в письменном виде, а запишет его на магнитную плёнку, которая будет прослушана на совещании. Тем временем Кейфер сообщает Белдену, что шпионы потребовали от него немедленно передать все последние результаты исследований. Он однако отказался сделать это до тех пор, пока не получит подтверждения того, что с его сыном всё в порядке.
Узнав о предстоящем совещании проекта «Сокол», Милли, Элейн и Уилбон выезжают в Вашингтон. Помимо этого, в тайне от них Лащенков направляет в Вашингтон также и Данцига, который должен следить и докладывать о ходе операции непосредственно ему. В Вашингтоне Уилбон как член группы «Монтроуз» присутствует на совещании проекта «Сокол», где прослушивается запись с докладом Кейфера, одновременно тайно делая копию этого доклада. Элейн поджидает мужа после совещания, не подозревая, что за ней следят как Данциг, так и ФБР. На автомобиле Уилбон и Элейн едут на встречу с Милли, передавая ей плёнки. Сразу после передачи агенты ФБР арестовывают всех троих шпионов, что видит Данциг, сообщая об этом Лащенкову. Находясь в Бостоне, Лащенков меняет план операции. Он организует звонок профессору Кейферу из Берлина от Сэмюэля, который просит отца пойти на сотрудничество с русскими. На следующее утро Лащенков направляет своих людей, которые похищают Кейфера прямо около его дома. Некоторое время спустя Белдену докладывают, что американские спецслужбы нашли Сэмюэля и вывезли его в безопасное место в Западном Берлине. Тем временем ФБР продолжает следить за Дорндоффом, который встречается с Данцигом, приступая к экстренному плану немедленного вывоза профессора Кейфера из страны. Его необходимо доставить на советскую подводную лодку, которая незаметно подошла к американским берегам. На основании собранных материалов агенты ФБР приходят к заключению, что советские агенты попытаются вывезти Кейфера из небольшой рыбацкой гавани у побережья Нью-Гемпшира. Лащенков и Кейфер садятся на небольшой катер, на котором направляются на встречу с подводной лодкой. Однако в этот момент агенты ФБР на корабле ВМС США уже движутся на перехват катера. В итоге ФБР останавливает катер, задерживая Лащенкова и его сообщников, после чего Белден сообщает Кейферу, что Сэмюэл уже летит на самолёте в Бостон.

## В ролях
- Джордж Мерфи — инспектор Джеймс «Джим» Белден
- Финли Карри — профессор Альберт Кафер
- Вирджиния Гилмор — Милли / Тереза Заленко
- Карел Степанек — Алексей Лащенков / Грегори Андерс
- Луиза Хортон — миссис Элейн Уилбен
- Питер Кейпелл — Крис Заленко / Джино
- Бруно Уик — Лютер Данциг
- Джек Мэннинг — Мелвин Фосс / Винсент
- Карл Вебер — агент ФБР Чарли Рейнольдс
- Роберт А. Данн — доктор Уинкотт
- Вилма Кьюрер — миссис Рита Фосс
- Майкл Гарреттас — Майкл Дорндофф / Фрэнк Торранс
- Лотте Палфи Андор — миссис Анна Кейфер
- Эрнест Грейвз — Роберт Мартин
- Роберт Кэрролл — Болдани
- Джордж Рой Хилл — Николас Уилбен

## Создатели фильма и исполнители главных ролей
Как отмечает историк кино Хэл Эриксон, продюсер фильма Луис де Рошмон более всего известен как многолетний продюсер серии фильмов в жанре документальной драмы «Марш времени», «которые были очень популярны в 1940-е годы». По информации историка кино Ричарда Харланда Смита, Де Рошмон родился в 1899 году в Массачусетсе. Свою первую кинокамеру он сконструировал по чертежам, опубликованным в журнале Popular Science, а свой первый фильм сделал в возрасте 12 лет. Он снял без звука на 35-мм плёнку улицы своего родного города, после чего убедил местный кинотеатр показать его фильмы, привлекая клиентов обещанием, что, возможно, они увидят на экране самих себя. По словам Смита, «использование реальных локаций и реальных людей стало тем художественным принципом, которому Де Рошмон никогда не изменял». С 1935 по 1951 год Де Рошмон выпускал ежемесячный хроникальный киножурнал «Марш времени», который держал американских кинозрителей в курсе текущих событий. В 1945 году он завоевал «Оскар» за лучший документальный фильм с картиной «Сражающиеся леди» (1944). В 1945 году Де Рошмон стал продюсером полностью художественного фильма о нацистских шпионах и американских агентах «Дом на 92-й улице» (1945), который был сделан в новаторском для того времени полудокуменальном стиле. В этом же ключе были выполнены и его последующие нуары «Дом 13 по улице Мадлен» (1946), «Бумеранг!» (1947) и этот фильм.
Режиссёр Альфред Веркер был известен по детективу «Приключения Шерлока Холмса» (1939), полудокументальному нуару «Он бродил по ночам» (1948) и расовой драме «Потерянные границы» (1949), которую он сделал вместе с Де Рошмоном, а также по триллеру военного времени «Запечатанный груз» (1951).
Как пишет Смит, в этом фильме Де Рошмон вновь предпочёл работать с малоизвестными актёрами, за исключением Джорджа Мерфи, который играет центральную роль агента ФБР. Мерфи был известен главным образом как танцор и лёгкий комик, пока не сыграл копа под прикрытием, который гибнет ужасной смертью в фильме Энтони Манна «Инцидент на границе» (1949). Как отмечает Шварц, «К востоку на Бикон» стал последним фильмом в кинокарере Мерфи, который с 1953 года активно займётся политикой, а в 1965—1971 годах будет сенатором-республиканцем от штата Калифорния.
Небольшую роль правительственного учёного, женатого на советской шпионке, сыграл будущий признанный кинорежиссёр Джордж Рой Хилл, который впоследствии прославился такими фильмами, как «Бутч Кэссиди и Сандэнс Кид» (1969) и «Афера» (1973).

## История создания фильма
Производство данного фильма началось со статьи главы ФБР Дж. Эдгара Гувера «Преступление века», которая была опубликована в журнале Reader’s Digest в мае 1951 года. В основу статьи было положено дело Этель и Юлиуса Розенбергов, которые «крали военные секреты и передавали их Москве». Как отмечает Гленн Эриксон, «известным атомным шпионам Этель и Юлиус Розенбергам оказалось настолько легко похищать секретные формулы, что последовавшее затем их жестокое наказание правительственными структурами, вероятно, следует отнести на счёт необходимости скрыть значительные просчёты в политике безопасности ФБР». В статье Гувера однако рисуется картина, согласно которой на службе ФБР состоят батальоны агентов, которые готовы следить и следовать за сотнями подозреваемых на круглосуточной основе. «Гувер также подчёркивает важность доносительства на друзей и родственников ради национальной безопасности».
Как пишет Смит, глава ФБР Дж. Эдгар Гувер много лет искал человека в киноиндустрии, который мог бы рассказать историю Бюро в документальной форме. Гувер первоначально не принял фильм студии Warner Brothers «Джимены» (1935), который рассказывал о самых первых годах Бюро, когда оно ещё было подразделением в составе Министерства юстиции. Позднее Гувер изменил своё мнение об этом фильме и при повторном его выходе на экраны в 1949 году даже поручил сделать пролог, в котором «Джимены» показывают как учебный фильм ФБР. Наконец, по словам Смита, Гувер нашёл правильного человека в лице Де Рошмона, в котором увидел «идеальное сочетание патриотизма, отваги и стремления работать с фактами». Де Рошмон заплатил Гуверу 15 тысяч долларов за права на его историю, поручив её переложение для экрана журналисту журнала Look Лео Ростену, Леонарду Хайеману и его жене Вирджинии Шэйлер. Как отмечает Шварц, «сценаристы положили на полку большую часть фактической стороны рассказа Гувера», практически полностью сочинив новую историю, целью которой также была «скрупулёзная демонстрация того, как работает Бюро». При этом, как отмечает Смит, «события военного времени заставили обычно скрытное Бюро осмелеть и раскрыть некоторые тайны слежения — миниатюрные камеры и микрофоны, жучки для прослушивания и тайны криминалистической науки — что позволило агентам следить за интересующими их людьми и собирать улики на виновных. Эти подробности и устройства будут перенесены и в этот фильм».
Продюсерская компания фильма RD-DR Corp. была ассоциирована с журналом Reader’s Digest, который опубликовал статью Гувера.
Экранные титры описывают фильм как «драму реальной жизни». Как отмечено на экране, фильм снимался на натуре в Новой Англии, и, в частности, в Бостоне. Хэл Эриксон добавляет, что фильм в значительной степени снимался также на натуре в Нью-Йорке, и в нём задействованы некоторые нью-йоркские актёры. Шварц отмечает, что фильм «достиг цели благодаря отличным натурным съёмкам в районе Бостона, что придаёт происходящему аутентичный вид». В частности, он обращает внимание, на «ныне уничтоженную площадь Сколли-сквер (англ.  Scollay Square), на месте которой ныне стоит невесёлый Правительственный центр Бостона. Фильм также аутентично показывает Вашингтон и побережье Новой Англии». По словам Смита, съёмки велись на протяжении 14 недель в Массачусетсе, Нью-Гемпшире и в округе Колумбия, при этом Веркер и его группа 70 раз переезжали с места на место между различными локациями.

## Оценка фильма критикой

### Общая оценка фильма
По словам Смита, после выхода фильма на экраны «отзывы критики были противоречивы». В частности, обозреватель «Нью-Йорк таймс» Энтони Вейлер написал, что «эта мелодрама сделана мастерски, хотя и в уже знакомом формате. Практическая работа ФБР уже показывалась и ранее, как Де Рошмоном, так и другими кинематографистами. Но этот фильм ещё раз доказывает, что де Рошемон и его коллеги не потеряли хватку. Его охота всегда интересна и порой увлекательна». По мнению Вейлера, «несмотря на некоторые нестыковки», сценарий получился «захватывающим», показывая, как ФБР, «используя такие разнообразные вспомогательные средства, как скрытые камеры, чтецов по губам, телевизионное оборудование и Береговую охрану, эффективно затягивает сеть вокруг своей жертвы». Хотя критик и не считает фильм «потрясающим», тем не менее он высоко оценил его «быструю, детально проработанную историю, которая отдаёт дань уважения защитникам закона».
Современный кинокритик Деннис Шварц отметил, что «фильм снимался на вершине маккартизма и был одним из многих фильмов о Красной угрозе, которые были сделаны в 1950-е годы. Он несёт сильное антикоммунистическое послание и сообщает, какую хорошую работу делает ФБР, выслеживая коммунистов». Вместе с тем, по мнению критика, это «не лучший фильм на эту тему, так как слишком тяжеловесен и ему не хватает саспенса и эмоций».. Гленн Эриксон отметил, что эта «антикоммунистическая шпионская драма» — лишь «одна из двадцати или около того голливудских пропагандистских фильмов Холодной войны, ни один из которых не имел большого успеха». Фильм «в документальном стиле описывает ещё одну шпионскую сеть, использующую чрезмерно сложную систему похищения атомных секретов».
По мнению Майкла Кини, этот «фильм даёт серьёзный реалистичный портрет русской шпионской операции в США в начале Холодной войны, а также методичный ответ на неё со стороны ФБР. Да, фильм устарел, но клише в нём сведены к минимуму, а будущий американский сенатор Мерфи и другие, в основном неизвестные актёры, помогают сделать этот фильм нуар довольно приятным». Леонард Молтин оценил картину как «хорошую драму в документальном стиле о расследовании ФБР шпионской сети, которая снималась на натуре в Бостоне».

### Идеологические аспекты фильма
Как пишет историк кино Ричард Харланд Смит, «не известно, что средний кинозритель думал об этом произведении националистического агитпропа в те дни, но сегодня так и хочется оценить фильм как патриотическую пошлость, или, возможно, как назидательную историю. Хотя собственные промахи, высокомерие, неуважение конституционных прав и спорная этика терзает Бюро до сего дня», в этом фильме содержится «намёк на грех самоудовлетворённости».
Как далее пишет Смит, «в чисто критическом плане фильм совершает ошибку, делая советских нехороших людей намного более интересными, чем легион приглаженных хороших мальчиков Эдгара Гувера. Возглавляемые Карелом Степанеком, который со своим гранитным лицом выглядит как нечто среднее между Конрадом Вейдтом и Эдди Константином, советские шпионы предъявляют половинки разорванных фотографий и обмениваются кодовыми фразами, чтобы опознать друг друга и прячут микрофильм под безобидными на вид почтовыми марками». По словам критика, «какими бы откровенно порочными они бы не были, они показывают себя изобретательными, находчивыми и (с парой исключений) бесстрашными. Ещё более привлекает в них отношения с женщинами-шпионками (в частности, с Луизой Хортон и Вирджинией Гилмор), которые заряжены очевидной сексуальной энергией, чего явно не хватает стороне ангелов». Как в итоге резюмирует Смит, даже «удивительно, что этот фильм со всеми своими зычными предупреждениями о планах Советского Союза уничтожить демократию», не привёл тем не менее к обратному результату, когда «тысячи сексуально озабоченных американских подростков пристрастились бы к сексуальному делу коммунизма».

### Стилистика фильма
Как отметил Энтони Вейлер, эта картина «находится в длинной очереди фильмов о разоблачениях с помощью научного слежения, которые продюсировал Луи де Рошмон в своём типичном документальном стиле».
Смит напоминает, что этот фильм вновь продемонстрировал «страсть Голливуда к натурным съёмкам», возникшую после фильма «Роджер Туи, гангстер» (1944) и квази-документальной ленты Де Рошмона «Дом на 92-й улице» (1945).
Гленн Эриксон обращает внимание на то, что «„правдивая“ история Гувера», тем не менее, «умудряется завершиться сценой стандартного экшна, когда военно-морской флот помогает прижать шпионов в открытом море». По словам Вейлера, «кульминационное окружение главарей разведывательной сети, пытающихся вывезти свою жертву в Москву по морю, не стала шедевром изобретательности, а простым эпизодом из фильма про копов и воров — всё происходит быстро, с помощью силы и устарелыми методами».

### Оценка работы режиссёра и творческой группы
По словам Шварца, «Альфред Веркер ставит фильм в бодром полудокументальном стиле». Гленн Эриксон со своей стороны замечает, что этот фильм «близок к полу-документальной форме, но режиссёр Альфред Веркер не столь умел, как, например, Гордон Дуглас, в наполнении обычных уличных сцен драматизмом и напряжением. Из-за множества локаций, десятков персонажей и закрученного сюжета» многие зрители могут потерять нить повествования. «Персонажи исчезают после того, как их покажут всего один-два раза, но их имена вдруг всплывают некоторое время спустя… Для ясности истории слишком много персонажей».

### Оценка актёрской игры
Как отметил Вейлер, «большой актёрский состав, за исключением Джорджа Мерфи, который серьёзен и деловит в роли инспектора ФБР, Финли Карри и Вирджинии Гилмор в роли одной из главных шпионок, мало известен публике. Но все они справляются со своей работой профессионально». В частности, «Карел Степанек в роли главного русского шпиона, Луиза Хортон в роли одной из его вашингтонских подручных, Бруно Уик, Питер Кейпел, Джек Мэннинг и Эрнест Грейвс в ролях других подпольных агентов, создают убедительные и впечатляющие образы».
Большое внимание критики уделили игре актёра Финли Карри. Вейлер, в частности, написал, что «образ пожилого учёного, созданный мистером Карри, это сдержанный и чувственный образ человека, который измучен преданностью своему делу, а также негодяями, которые хотят отнять у него его секрет и его сына». По словам Хэла Эриксона, «Карри играет учёного, похожего на Эйнштейна, которого шантажируют „красные“, заставляя пойти на сотрудничество с ними, а Карел Степанек — это мразь, персонифицирующая шпиона из Восточного блока». Смит отметил, что «привезённый из Великобритании Финли Карри играет ещё одного из своих фирменных старичков, на этот раз физика, отдалённо напоминающего Эйнштейна, которого шантажируют советские агенты, чтобы он передал им секреты, связанные с вымышленным проектом „Сокол“». Мэнни Фарбер в The Nation сострил по поводу яйцеголового иммигранта Карри: «Выглядя как огромный эдамсий сыр с причёской Джин Харлоу, учёный вписывается в формулу героев де Рошамона, поскольку он чист и невинен, и проводит время, поднимая крышки мощных машин и загадочно радостным тоном считывая с них цифры».
Гленн Эриксон обращает внимание на Джека Мэннинга в роли Винсента Фосса, «преступного таксиста, работающего шпионским курьером». Фосс оказывается страдающим парнем, которого принудили заниматься шпионажем «из-за его глупых прежних увлечений студенческим радикализмом». В итоге на него «доносит его собственная жена, что часто встречается в версии событий Гувера».
Смит также отмечает появление будущего кинорежиссёра Джорджа Роя Хилла «в маленькой роли правительственного учёного, который женился на советской шпионке (её сыграла Луиза Хортон, которая в то время была его женой в реальной жизни)».